# Android 12
Android 12 és el dotzè major llançament i la dinovena versió del sistema operatiu mòbil sistema operatiu mòbil Android, desenvolupat per l'Open Handset Alliance liderat per Google. La primera versió beta se'n va llençar el 18 de maig de 2021.Android 12 es va llançar públicament el 4 d'octubre de 2021 mitjançant Android Open Source Project (AOSP) i es va llançar als dispositius Google Pixel compatibles el 19 d'octubre de 2021.

## Història
Android 12 es va anunciar en un bloc d'Android publicat el 18 de febrer de 2021. Una vista prèvia per a desenvolupadors es va publicar immediatament, amb dos addicionals previstos els dos mesos següents. Després, es van planificar quatre versions beta mensuals, a partir del maig, l'última arribant a l'estabilitat de la plataforma a l'agost, amb la disponibilitat general poc després.
La segona vista prèvia per a desenvolupadors es va publicar el 17 de març de 2021, seguida d'una tercera vista prèvia el 21 d'abril de 2021. La primera versió beta es va llançar el 18 de maig de 2021. Seguda per la beta 2 el 9 de juny de 2021, que va obtenir una actualització per a corregir alguns errors a la beta 2.1 el 23 de juny. Llavors, la beta 3 es va llançar el 14 de juliol de 2021, aconseguint una altra actualització de correcció d'errors a la beta 3.1 el 26 de juliol. La Beta 4 es va llançar l'11 d’agost de 2021. Una cinquena versió beta, que no estava prevista al full de ruta original, es va llançar el 8 de setembre de 2021 i es va considerar candidata a la versió final.

## Característiques

### Interfície d'usuari
Android 12 introdueix una actualització important del llenguatge de la interfície del sistema operatiu Material Design anomenat Material You, que inclou botons més grans, una major quantitat d'animació i un nou estil per als ginys de la pantalla d'inici. Una característica, amb el nom intern de codi "monet", que permet al sistema operatiu generar automàticament un tema de colors per als menús del sistema i les aplicacions compatibles amb els colors del fons de pantalla de l'usuari. Les àrees Smart Home i Wallet afegides al menú d'engegada d'Android 11 s'han tornat a ubicar al panell de notificacions, amb l'assistent de Google repensat per mantenir premut el botó d'engegada.
Android 12 també ofereix suport natiu per fer captures de pantalla de desplaçament.

### Plataforma
En aquesta versió s'han realitzat millores de rendiment als serveis del sistema, com ara el WindowManager, PackageManager, el servidor del sistema i les interrupcions. També ofereix millores d'accessibilitat per a persones amb discapacitat visual. L'Android Runtime s'ha afegit a Project Mainline, cosa que permet fer-lo servir a la Play Store.
Android 12 afegeix compatibilitat amb so envoltant i Àudio 3D MPEG-H, admetent la transcodificació de vídeo HEVC per a la compatibilitat amb aplicacions que no ho suporten. Una API d' "inserció de contingut ric" facilitarà la possibilitat de transferir text i suports formatats entre aplicacions, com ara mitjançant el porta-retalls. Les botigues d'aplicacions de tercers també tindran la possibilitat d'actualitzar les aplicacions sense demanar permís a l'usuari constantment.

### Privacitat
Les funcions del nivell del sistema operatiu d'aprenentatge automàtic estaran aïllats dins de l'Android Private Compute Core, al qual està expressament prohibit l'accés a les xarxes.
Les aplicacions que sol·liciten dades d'ubicació ara es poden restringir a tenir accés només a dades d’ubicació "aproximades" en lloc de ser "precises". Als controls de commutació ràpida s'han afegit controls per evitar que les aplicacions facin servir la càmera i el micròfon a tot el sistema. Un indicador també es mostrarà a la pantalla si estan actius.